# Oblast de Smolensk
O oblast de Smolensk (russo:  Смоле́нская о́бласть, tr. Smolénskaia óblast) é uma divisão federal da Federação da Rússia.
O seu centro administrativo é a cidade de Smolensk. De acordo com o censo populacional de 2010, tinha uma população de 985 537 habitantes.